# 西怀州
西怀州，南北朝时北周及唐朝初年设立的州。
北齐在长平县设置怀州，周明帝武成元年（559年），被北周夺取，改长平县为王屋郡王屋县（治所在今河南省济源市西五十八里王屋乡）。周武帝天和六年（571年）在王屋县置西怀州，建德六年（577年），周灭齐，废除西怀州，隋文帝开皇三年（583年），废除王屋郡，王屋县属于邵州，隋炀帝时，王屋县属于河内郡。
唐太宗贞观四年（630年）在党项拓跋部落设置西怀州（今四川省若尔盖县班佑乡求吉南哇），属轨州都督府。次年改属西戎州都督府，贞观八年（634年），西怀州改为远州。属嵯州都督府。唐高宗仪凤二年（679年），改属松州都督府，迁到今四川省九寨沟县塔藏乡干海子。唐代宗广德元年（763年），属茂州都督府。大历十四年（779年），被吐蕃占领。